# Maura (Vorname)
Maura ist ein weiblicher Vorname.

## Herkunft und Varianten
Der Name ist die irische, schottische und englische Form von Máire. Weitere Varianten sind Moira, Moyra (irisch) und Mora (englisch). Irische Verkleinerungsformen sind Mairenn, Máirín, Maureen.
Der Name ist zudem die weibliche italienische, spanische und altrömische Form von Maurus.

## Namensträgerinnen
- Maura Böckeler (1890–1971), deutsche Benediktinerin, Schriftstellerin und Forscherin über Hildegard von Bingen
- Maura Haponski (* 1957), US-amerikanische Rennrodlerin
- Maura O’Donohue (1933–2015), römisch-katholische Ordensschwester
- Maura Tierney (* 1965), US-amerikanische Schauspielerin
- Maura Tombelli (* 1952), italienische Astronomin
- Maura Viceconte (1967–2019), italienische Langstreckenläuferin
- Maura Visser (* 1985), niederländische Handballspielerin
- Maura West (* 1972), US-amerikanische Schauspielerin